# Kamienica przy ulicy Wojska Polskiego 15 w Raciborzu
Kamienica przy ulicy Wojska Polskiego 15 – czterokondygnacyjna, mieszkalno-handlowa, eklektyczna kamienica z elementami neobaroku znajdująca się w Raciborzu, przy ulicy Wojska Polskiego 15.

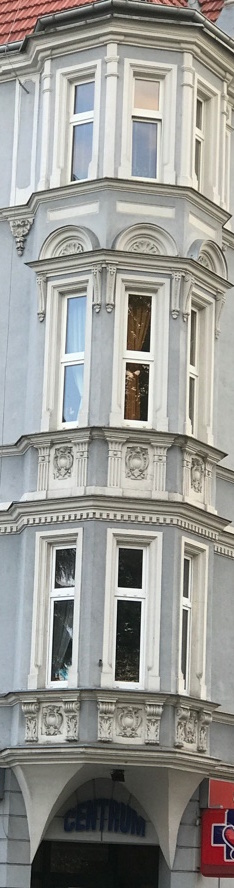
Narożny wykusz

Budynek powstał w latach 1880-1900 i znajduje się na rogu ulicy Wojska Polskiego i Wileńskiej, gdzie sąsiaduje z kamienicą przy ul. Wojska Polskiego 13.
|  |  |

Kamienica wykonana w stylu eklektycznym z elementami neobaroku. Narożnik budynku został zaakcentowany wykuszem, który biegnie przez trzy najwyższe kondygnacje. 
Parter jest boniowany, natomiast trzy wyższe kondygnacje są tynkowane. Wejście zdobi portal flankowany pilastrami z trójkątnym przyczółkiem, który jest zdobiony wieńcami laurowymi, wstęgami, girlandami i kartuszem. 
|  |

Okna na parterze w półkolistych obramieniach. Okna na pierwszym piętrze w obramieniach prostokątnych z płycinami podokiennymi wypełnionymi elementami o motywach roślinnych i pilastrów.
Fasada budynku zdobiona dekoracjami sztukatorskimi, w tym naczółkami i płycinami podokiennym wypełnionymi elementami o motywach roślinnych, geometrycznych, muszli i pilastrów. W dachu znajdują się dwie lukarny o ozdobnych szczytach.